# 邙山の戦い
邙山の戦い（ぼうざんのたたかい）は、中国の南北朝時代に邙山（現在の河南省洛陽市の北）において起こった東魏軍と西魏軍の間の戦いである。

## 経緯
543年2月、東魏の北豫州刺史の高仲密が虎牢で叛き、西魏に降った。西魏の宇文泰は諸軍を率いて高仲密に呼応し、李遠を先鋒として洛陽に向かった。于謹が柏谷を攻撃して攻め落とした。3月壬申、西魏軍が河橋の南城を包囲した。東魏の丞相高歓は兵10万を率いて黄河の北側に到着した。宇文泰は軍を瀍上に退かせ、火船を上流から流して河橋を焼こうとした。東魏の斛律金が張亮に命じて小艇100隻あまりに長い鎖を載せ、火船がやってくると鎖を引いて釘づけにし、橋を守った。
高歓が黄河を渡ると、邙山に拠って布陣した。宇文泰は輜重を瀍曲に置いた。夜、西魏軍は邙山を登って東魏軍の襲撃をはかった。高歓は斥候の報告で、この襲撃を察知していた。戊申の黎明、宇文泰の軍は高歓の軍と遭遇した。東魏の彭楽は数千騎を率いて右翼にあり、西魏軍の北側をついて敗走させ、西魏軍の本陣に突入した。彭楽が裏切ったという誤報が高歓のもとに届き、高歓が激怒するという一幕もあった。まもなく彭楽が戦勝を報告し、西魏の臨洮王元柬・蜀郡王元栄宗・江夏王元升・鉅鹿王元闡・譙郡王元亮・詹事趙善や督将僚佐48人が東魏軍に捕らえられた。東魏の諸将は勝利に乗じて西魏軍を追撃した。彭楽は宇文泰を追ったが、宇文泰の金帯を取って本人を取り逃がし、高歓の叱責を受けた。
翌日、宇文泰は再戦を挑んだ。宇文泰が中軍を、趙貴が左軍を、若干恵らが右軍を率いた。西魏の中軍と右軍が東魏軍を破り、多くの歩兵を捕虜とした。高歓は馬を失い、赫連陽順が下馬して高歓に馬を渡して逃げさせた。尉興慶が高歓を守って戦死した。賀抜勝が高歓を追ったが、劉洪徽や段韶にはばまれて取り逃した。西魏の耿令貴は敵中に単独で突入し、乱刃を振るって多くの死傷者を出した。
いっぽう西魏の左軍の趙貴ら五将は敗れ、東魏軍が再び盛り返した。宇文泰もまた敗れた。日暮になって、西魏軍は全面的に逃走にうつり、東魏軍がこれを追った。西魏の独孤信と于謹は残兵を集めて反撃し、東魏軍の追撃を鈍らせて、西魏諸軍の撤退を助けた。若干恵は夜間の追撃を受けた。若干恵はおもむろに下馬し、料理人に食事を作らせて、食事を終えると「長安で死ぬのも、ここで死ぬのも、変わりはあるか」と言って、旗を立てて角笛を鳴らして、残兵を収容しながら悠々と帰還の途についた。東魏側は伏兵を疑ってあえて近づかなかった。宇文泰は関中に入り、渭上に駐屯した。
高歓は進軍して陝県に入ろうとしたので、宇文泰は達奚武を派遣してこれをはばませた。高歓は封子絵の進言を容れて進軍を停止した。陳元康はこの機を逃すと後の患いになると諫めたが、高歓は聞き入れず、劉豊に数千騎で宇文泰を追わせるのみで、自身は東帰した。
宇文泰は自身の降格を文帝に申し入れたが、文帝は許さなかった。この戦いで西魏の諸将には功績がなかったが、耿令貴と王胡仁・王文達の功績は認められた。耿令貴の名を豪とし、王胡仁の名を勇とし、王文達の名を傑とした。